# マグ・イゾベール
マグ・イゾベール株式会社は、主にグラスウール断熱材・吸音材・気密部材を製造、販売するメーカーである。

## 概要
マグ・イゾベールは主にグラスウール断熱材・吸音材・気密部材を製造、販売するメーカーで、断熱材の製造および販売活動で世界一のシェアを誇るサンゴバングループ（フランス）の日本法人子会社である。「断熱からはじまる快適エコ」をモットーに掲げ、日本におけるメーカーとしての長い経験と、グローバル企業のもつ国際的な先進技術を活かし、常に断熱材分野でのグローバルリーダー企業として活動している。硝子繊維協会加盟。

## 沿革
- 1974年 : 日本セメント株式会社（現太平洋セメント株式会社）がサンゴバン社（フランス）と合弁で日本グラスウール株式会社を設立。
- 1987年 : 日本セメント株式会社（現太平洋セメント株式会社）と日本板硝子株式会社が折半出資で、日本マイクロジーウール株式会社を設立。
- 1994年 : 会社名を当時の愛称にちなみ、株式会社マグに変更。
- 2001年 : 日本無機株式会社から断熱吸音材部門を譲り受ける。
- 2008年 : 日本板硝子が保有する当社の全株式をサンゴバンに譲渡。
- 2010年 : 太平洋セメントが保有する当社の全株式をサンゴバンに譲渡。会社名をマグ・イゾベール株式会社と変更。

## 事業所
本社・支店
本社 - 東京都千代田区
北海道支店 - 北海道札幌市北区
東北支店 - 宮城県仙台市青葉区
関東支店 - 東京都千代田区
中部支店 - 愛知県名古屋市中区
関西支店 - 大阪府大阪市中央区
中国営業所 - 広島県広島市中区
九州支店 - 福岡県福岡市博多区
工場
明野工場 - 茨城県筑西市
土浦工場 - 茨城県かすみがうら市
施設
「イゾベール・トレーニングセンター」（明野工場内）

## 事業
断熱材・吸音材の製造、販売活動

### MCH （マルチ・コンフォート・ハウス）
パッシブハウスの認定基準（一次エネルギー消費量、冷暖房負荷、気密性能）に音響環境や空気環境を加えた、マグ・イゾベールの母体であるサンゴバンクールプの提唱する省エネルギー住宅。日本ではマグ・イゾベールが展開する。